# Selaginella minutifolia
Selaginella minutifolia är en mosslummerväxtart som beskrevs av Antoine Frédéric Spring. Selaginella minutifolia ingår i släktet mosslumrar, och familjen mosslummerväxter. Inga underarter finns listade i Catalogue of Life.